# Marocká hoľa
Marocká hoľa je zrušená přírodní rezervace v Košickém kraji na východním Slovensku. Nacházela se v katastrálním území obce Skároš v okrese Košice-okolí. Území bylo vyhlášeno v letech 1950 s rozlohou 63,76 hektarů. Přírodní rezervace byla ke dni 1. prosince 2021 zrušena a nahrazena přírodní rezervací Pralesy Slovenska – Marocká hoľa.